# José Ramón López Díaz-Flor
José Ramón López Díaz-Flor (Ceuta, 22 de noviembre de 1950) es un deportista español que compitió en piragüismo en la modalidad de aguas tranquilas.
Participó en los Juegos Olímpicos de Montreal 1976, obteniendo una medalla de plata en la prueba de K4 1000 m. Ganó seis medallas en el Campeonato Mundial de Piragüismo entre los años 1975 y 1978.

## Palmarés internacional
| Juegos Olímpicos   | Juegos Olímpicos      | Juegos Olímpicos  | Juegos Olímpicos |
| Año                | Lugar                 | Medalla           | Competición      |
| ------------------ | --------------------- | ----------------- | ---------------- |
| 1976               | Montreal (Canadá)     | Medalla de plata  | K4 1000 m        |
| Campeonato Mundial |                       |                   |                  |
| Año                | Lugar                 | Medalla           | Competición      |
| 1975               | Belgrado (Yugoslavia) | Medalla de bronce | K1 4 × 500 m     |
| 1975               | Belgrado (Yugoslavia) | Medalla de oro    | K4 1000 m        |
| 1977               | Sofía (Bulgaria)      | Medalla de bronce | K4 500 m         |
| 1977               | Sofía (Bulgaria)      | Medalla de bronce | K4 1000 m        |
| 1978               | Belgrado (Yugoslavia) | Medalla de plata  | K4 500 m         |
| 1978               | Belgrado (Yugoslavia) | Medalla de bronce | K4 1000 m        |